# Заріфуллін Павло В'ячеславович
Павло́ В'ячесла́вович Заріфу́ллін (рос. Зарифуллин Павел Вячеславович; нар. 5 серпня 1977, Казань, Татарстан) — російський журналіст, один із засновників Євразійського союзу молоді, де був «начальником імперської мережевої ставки».

## Біографія
Етнограф за освітою. Колишній член Націонал-більшовицької партії Росії, керівник відділення в м. Казані, Татарстан. Вийшов з партії разом з Олександром Дугіним і приєднався до новоутвореного Євразійського руху. В лютому 2005 р. був одним з засновників Євразійського союзу молоді. З 9 червня 2005 р. керівник Російського Управління Міжнародного Єразійського Руху. З 2006 р. веде ток-шоу «Мобілізація» на кабельному каналі О2-ТВ. З 2007 р. веде програму «Мобілізація 2.0» на Євразія ТВ та FM-радіостанції «Російська Служба Новин».
Був одним з організаторів Російських маршів, акцій громадської непокори та вандалізму проти України і Молдови. Звинувачувався у поширенні українофобських поглядів, закликав до знищення та розчленування української держави. Неодноразово визнавався персоною нон ґрата в Україні в зв'язку з екстремістською та протиправною діяльністю.
9 червня 2006 р. був депортований з території України за намір взяти участь у акціях протесту проти навчань НАТО у Євпаторії. Проголошений персоною нон ґрата. За обопільною домовленістю Росії і України влітку 2007 р. заборона на в'їзд до України була знята. В жовтні 2007 р. СБУ визнала Заріфулліна підозрюваним у організації акту вандалізму на горі Говерла. 24 жовтня 2007 р. СБУ поновила статус персони нон ґрата Заріфулліну та лідеру ЄСМ Олександру Дугіну та направила офіційний запит російським правоохоронним органам розслідувати причетність російських громадян до злочинів на території України.
У 2009 році порвав з ЄСМ, і проголосив про саморозпуск організації. У ЄСМ однак спростували ці заяви і звинуватили Заріфулліна у екстремізмі.

## Виноски
1. 1 2  Антикомпромат.ру: Зарифуллин Павел Вячеславович
2. ↑  Україна Молода: Обман зору й трохи наруги
3. ↑  СБУ просить російських колег знайти вандалів ЄСМ
4. ↑  Бета-пресс: Профиль глубокого бурения. Архів оригіналу за 12 березня 2016. Процитовано 25 травня 2010.